# Э-Беккет, Гилберт Эббот
Ги́лберт Э́ббот Э-Бе́ккет (англ. Gilbert Abbott à Beckett; 9 января 1811, Лондон, Великобритания, — 30 августа 1856, Булонь-сюр-Мер, Франция) — британский писатель-сатирик.
Родился в семье юриста, ведущего своё происхождение от Томаса Беккета. Учился в Вестминстерской школе, в 1841 году начал работать в суде «Грейс-Инн». Плодотворно сотрудничал с рядом газет и журналов, в том числе с «London Figaro» (англ.), «Punch», «Times», «Morning Herald» (англ.). Прославился своей сатирой на английские законы («The Comic Blackstone») и театр («Quizziology of the British drama»). Кроме того, написал много пьес комического содержания, пользовавшихся успехом.
Жена Мэри Энн Э-Беккет (1815—1863), композитор.

## Произведения
- The King Incog (1834).
- The Revolt Of The Work-House (1834).
- The Man With The Carpet Bag (1835).
- Posthumous Papers Of The Wonderful Discovery Club (1838) (под псевдонимом POZ).
- The Chimes (поставлено в 1844) (вместе с Марком Лемоном).
- Scenes From The Rejected Comedies (1844).
- Hop O' My Thumb (1844) (под псевдонимом POZ).
- Comic Blackstone (1844).
- Timour; or, The Cream Of Tartar (1845).
- The Comic History Of England (Забавная история Англии) (1847-48).
- The Comic History Of Rome (Забавная история Рима) (1851).
- Sardanapalus; or, The 'Fast' King Of Assyria (Сарданапал или Стремительный король Ассирии) (1853).
- The Fiddle Faddle Fashion Book (под псевдонимом POZ).